# Ausgerechnet Sex!
Ausgerechnet Sex! ist eine deutsche Fernseh-Komödie aus dem Jahr 2011.

## Handlung
Die Hausfrau Marie wird vom tragischen Tod ihres Mannes überrascht. Plötzlich muss sie allein für ihre Familie sorgen. Glücklicherweise war ihr Mann Unternehmer, also übernimmt sie dessen Betrieb. Zu ihrem Erstaunen muss sie allerdings feststellen, dass es sich bei diesem Betrieb um eine Pornofilmproduktion handelt. Sie überwindet ihre Abneigung vor der Branche und führt „MarieX“ zu alten Erfolgen. Dabei verliebt sie sich auch noch in den attraktiven Pornodarsteller Roy.

## Hintergrund
Gedreht wurde unter dem Arbeitstitel Zur Sache Marie vom 22. Februar bis 31. März 2011. Fernseherstausstrahlung war am 13. September 2011 auf Sat.1. Dabei wurde der Film von 3,12 Mio. Zuschauern gesehen, was einem Marktanteil von 10,6 Prozent entsprach.

## Kritiken
„Standardisierte (Fernseh-)Komödie um das Aufeinanderprallen zweier unvereinbarer Lebenswelten, die sich an der französischen Comedy-Serie ‚Hard‘ orientiert, ohne dabei romantische Elemente zu vernachlässigen.“

„Die muntere Bunga-Bunga-Komödie basiert auf der französischen TV-Serie ‚Hard‘. Gar nicht dumm: mutig und durchaus frivol, aber brav genug für 20.15 Uhr, verlässt sich der Spaß nicht auf Plattheiten und nimmt die Charaktere ernst. [...] Ein gut gespielter Spaß ganz ohne Klamotte(n)“

„‚Ausgerechnet Sex!‘ ist besser, witziger und einfallsreicher, als es der einfältige Titel erahnen lässt. Ein mit dem nötigen Ernst gespielter und von Regisseur Andi Niessner mit lockerer Hand inszenierter Spaß, der das Spießertum und die neue Bigotterie unserer Zeit über weite Strecken gekonnt aufs Korn nimmt. Selbst die zahlreichen Gags unterhalb der Gürtellinie kommen ohne allzu peinliche Zoten aus. Der größte Gewinn ist hier aber die grandiose Schauspielerin Schmahl als pragmatische Schwiegermutter Ingrid.“

„‚Ausgerechnet Sex‘ ist eine nicht unoriginelle ‚Sex-sells‘-Komödie, die Pornografie (als Thema) und erotisches Ambiente mit der Kritik an sozialen Vorurteilen und kleinbürgerlicher Doppelmoral versetzt und zu einem leicht goutierbaren TV-Spaß aufschäumt. Der Film erhebt nicht den Anspruch, zu zeigen, wie es in der Pornobranche zugeht. Die Wir-sind-eine-große-Familie-Romantik kommt in Filmen immer gut, aber die Set-Realität bleibt bloßes Dekor für die „Wandlung“ der Heldin. Valerie Niehaus spielt mit Grace-Kelly-likem Reinheitsgebot und mit großem komödiantischem Gespür. Fortsetzung möglich!“